# Hans Holtzbecher

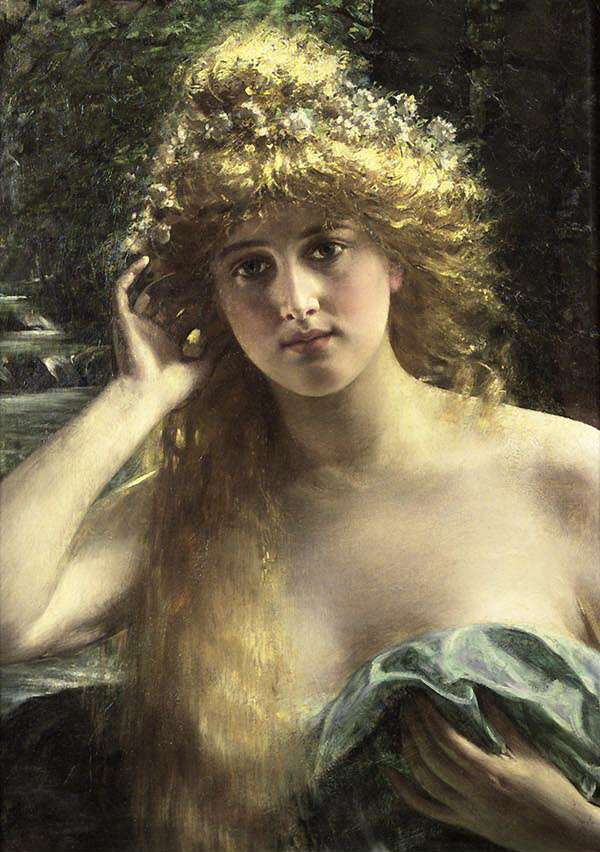
Mädchenporträt

Friedrich Emmerich Theodor Johann Daniel Holtzbecher, genannt Hans (* 22. Februar 1861 in Berlin; † 23. Juni 1935 ebenda) war ein deutscher Porträt- und Aktmaler.
Hans Holtzbecher studierte Malerei von 1877 bis 1884 an der Königlich Preußischen Akademie der Künste in Berlin bei Max Michael, Otto Knille und Paul Thumann. Holtzbecher besuchte mehrmals Paris, unternahm auch Studienreisen nach den Niederlanden und Italien.
Er schuf hauptsächlich Frauenporträts und Frauenakte sowie Genrebilder und Stillleben.
Seine Karikaturen erschienen von 1885 bis 1890 in der Satire-Zeitschrift Ulk aus dem Rudolf Mosse Verlag.